# Miguel Ángel Nadal
Miguel Ángel Nadal Homar (Manacor, 1966. július 28. –) egykori spanyol válogatott labdarúgó, edző.
Unoka öccse, a teniszező Rafael Nadal és Toni Nadal a testvére, aki tenisz edző.
A spanyol labdarúgó-válogatott tagjaként részt vett az 1994-es labdarúgó-világbajnokságon, az 1998-as labdarúgó-világbajnokságon és a 2002-es labdarúgó-világbajnokságon, illetve az 1998-as labdarúgó-világbajnokságon.

## Statisztika

### Válogatott góljai
|    | Időpont             | Helyszín                                | Ellenfél      | Gólok | Eredmény | Kiírás                                       |
| -- | ------------------- | --------------------------------------- | ------------- | ----- | -------- | -------------------------------------------- |
| 1. | 1994. november 16.  | Sánchez Pizjuán, Sevilla, Spanyolország | Dánia         | 1–0   | 3–0      | 1996-os labdarúgó-Európa-bajnokság selejtező |
| 2. | 1994. november 30.  | La Rosaleda, Málaga, Spanyolország      | Finnország    | 1–0   | 2–0      | Barátságos mérkőzés                          |
| 3. | 2001. szeptember 5. | Rheinpark, Vaduz, Liechtenstein         | Liechtenstein | 0–2   | 0–2      | 2002-es labdarúgó-világbajnokság-selejtező   |

## Sikerei, díjai

### Klub
- Barcelona:
  - Bajnokcsapatok Európa-kupája: 1991-92
  - Kupagyőztesek Európa-kupája: 1996-97
  - UEFA-szuperkupa: 1992, 1997
  - Spanyol bajnok: 1991-92, 1992-93, 1993-94, 1997-98, 1998-99
  - Spanyol kupa : 1996-97, 1997-98
  - Spanyol szuperkupa: 1991, 1992, 1994, 1996
- Mallorca:
  - Spanyol kupa : 2002-03